# Yekaterina Kuryshko
Yekaterina Kuryshko (Veprik, URSS, 12 de abril de 1949) es una deportista soviética que compitió en piragüismo en la modalidad de aguas tranquilas.
Participó en los Juegos Olímpicos de Múnich 1972, obteniendo una medalla de oro en la prueba de K2 500 m. Ganó dos medallas en el Campeonato Mundial de Piragüismo de 1971.

## Palmarés internacional
| Juegos Olímpicos   | Juegos Olímpicos      | Juegos Olímpicos  | Juegos Olímpicos |
| Año                | Lugar                 | Medalla           | Evento           |
| ------------------ | --------------------- | ----------------- | ---------------- |
| 1972               | Múnich (RFA)          | Medalla de oro    | K2 500 m         |
| Campeonato Mundial |                       |                   |                  |
| Año                | Lugar                 | Medalla           | Evento           |
| 1971               | Belgrado (Yugoslavia) | Medalla de bronce | K2 500 m         |
| 1971               | Belgrado (Yugoslavia) | Medalla de oro    | K4 500 m         |